# The Banner Saga 2
The Banner Saga 2 là một trò chơi điện tử nhập vai chiến thuật do Stoic Studio phát triển và Versus Evil xuất bản. Đây là phần tiếp theo của The Banner Saga và phần thứ hai của bộ ba trò chơi.
Một chiến dịch gây quỹ cộng đồng cho trò chơi thứ ba trong hàng loạt đã kết thúc vào ngày 7 tháng 3 năm 2017, với 8.086 người ủng hộ huy động được $420.986 của nó mục tiêu $200.000. Phần tiếp theo kết thúc bộ ba, The Banner Saga 3, được phát hành vào tháng 7 năm 2018.

## Lối chơi
The Banner Saga 2 xây dựng dựa trên lối chơi chiến đấu theo lượt của The Banner Saga, bổ sung chiều sâu trải nghiệm với việc giới thiệu các đơn vị, tài năng, kẻ địch, đối tượng tương tác và mục tiêu mới. Game cũng giới thiệu The Horseborn, một chủng tộc giống như nhân mã. Một số anh hùng từ bản gốc trở lại với tư cách là những nhân vật có thể điều khiển được và nhiều lựa chọn được thực hiện trong trò chơi đầu tiên có ảnh hưởng trực tiếp đến trò chơi thứ hai.
Trong một bài phỏng vấn năm 2015 với Rock Paper Shotgun, nhà văn Drew McGee của Stoic lưu ý rằng tính chiến đấu trong trò chơi đầu tiên thường bị chỉ trích là chậm chạp và thiếu sự đa dạng. Do đó, nhóm phát triển đã ưu tiên tạo ra những kẻ địch mới để người chơi đối mặt, mang lại cho họ khả năng và sức mạnh mới đồng thời bổ sung thêm nhiều kịch bản giành chiến thắng và các biến thể trong chiến đấu. Lựa chọn khoảng cách và phạm vi có sẵn cho người chơi - cả trong chiến đấu và trong câu chuyện tổng thể - cũng đã được mở rộng.

## Phát triển
The Banner Saga 2 do đội ngũ phát triển độc lập gồm ba người của Stoic thực hiện. Trò chơi đã được công bố tại The Game Awards vào ngày 5 tháng 12 năm 2014. Ban đầu, trò chơi dự kiến sẽ phát hành cho Microsoft Windows, PlayStation 4 và Xbox One vào năm 2015. Tuy nhiên sau đó đã bị hoãn lại vào năm 2016. Các phiên bản Windows và OS X đã phát hành ngày 19 tháng 4 năm 2016, và PlayStation 4 và Xbox One vào tháng 7 năm 2016.

## Đón nhận
The Banner Saga 2 đã nhận được những đánh giá "nói chung là thuận lợi", theo hệ thống tổng hợp kết quả đánh giá trò chơi điện tử Metacritic. GameSpot đã trao cho số điểm 8,0/10, nói rằng "Giống như trò chơi gốc, The Banner Saga 2 khiến bạn nín thở, hoàn toàn đầu tư vào thế giới, cư dân và cuộc đấu tranh của họ, lo lắng mong muốn nhiều hơn nữa." IGN đã trao cho số điểm 8,9/10, nói rằng "The Banner Saga 2 là đẹp và chiến thuật như phần đầu tiên, nhưng với sự đa dạng hơn trong chiến đấu và câu chuyện." Hardcore Gamer đã trao cho số điểm 4,5/5, nói rằng "Không chỉ có The Banner Saga 2 mới đáp ứng mọi sự mong đợi mà ai có thể có được sau trò chơi đầu tiên, mà chúng còn vượt qua một số lĩnh vực cụ thể."

## Giải thưởng
| Năm  | Giải thưởng          | Thể loại           | Kết quả | Tham khảo |
| ---- | -------------------- | ------------------ | ------- | --------- |
| 2016 | The Game Awards 2016 | Best Strategy Game | Đề cử   | [ 22 ]    |